# Arinarnoa
L'arinarnoa est un cépage métis de France produisant des raisins noirs.

## Étymologie
Arinarnoa signifie littéralement en basque le « vin léger ». Arin étant la « légèreté, une chose agréable ou versatile » et arnoa se traduit par « le vin ». Ces deux mots ne se rassemblent pas dans l'écriture courante, l'auteur les a unis pour créer un nouveau nom.

## Origine et répartition géographique
L'  arinarnoa est une obtention du basque Pierre Marcel Durquéty du Institut national de la recherche agronomique de Bordeaux. L'origine génétique a été vérifiée et il s'agit d'un croisement entre le tannat et le cabernet sauvignon réalisé en 1956 (source Plantgrape). Le cépage est recommandé ou autorisé dans la plupart des départements du Sud et de l’Ouest de la France et particulièrement dans la zone méditerranéenne. En France, il couvre 148 hectares (2004).
Il est un peu cultivé en Suisse, Australie, Bulgarie, Chili, Liban et Espagne.
Pierre Marcel Durquety, chargé de recherches, a réalisé de nombreux croisements intraspécifiques entre 1950 et 1980 dont sept variétés sont inscrits officiellement au catalogue des cépages, dont quatre rouges (arinarnoa, egiodola, ekigaïna, semebat) et trois blanches (arriloba, liliorila, perdea).

## Caractères ampélographiques
- Extrémité du jeune rameau cotonneux blanc, à plages roses.
- Jeunes feuilles duveteuse et bronzée, assez découpée.
- Feuilles adultes, à 5 lobes avec un sinus latéral supérieur en U, des sinus latéraux à fonds concaves et à bords superposés, un sinus pétiolaire en lyre à fond dégarni, des dents anguleuses, étroites, un limbe duveteux.

## Aptitudes culturales
La maturité est de deuxième époque tardive: 25 jours après le chasselas.

## Potentiel technologique
Les grappes sont moyennes à grandes et les baies sont de taille moyenne. La grappe est lâche, à pédoncule visible. Le cépage est moyennement vigoureux et s'il est conduit à taille Guyot double, la fertilité assez élevée et régulière. Il est assez résistant à la pourriture grise.
Le vin rouge a une couleur intense et un arôme épicé ou herbacé bien prononcé. Il est assez fruité et il s'améliore avec un vieillissement.